# 秋山要助
秋山 要助（あきやま ようすけ、安永元年11月25日（1772年12月19日） - 天保4年8月25日（1833年10月8日））は江戸時代の剣客。扶桑念流（扶桑無念流）を開いた。諱は正武。通称は要助。号は雲嶺、雷角斎入道。
1772年（安永元年）、武蔵国埼玉郡箱田村（現 埼玉県熊谷市箱田）の農民の子として生まれる。父・善太郎から鹿島新当流を学び、その後、神道無念流第2代の戸賀崎暉芳に学び、神道無念流の印可を授かった。次に同流の江戸の神田猿楽町の岡田吉利（初代 岡田十松）の撃剣館に入門した。さらに近藤三助より天然理心流も学んだ。
1800年（寛政12年）、常陸国多賀郡平潟村（現 茨城県北茨城市）で撃剣館の同門の大橋平吉の仇討に助勢し、剣名をあげた。
弟子の大川平兵衛に神道無念流を継がせ、1811年（文化8年）、故郷の箱田と武蔵国飯能（現 埼玉県飯能市）に道場「扶桑館」を開き、自ら秋山流剣術元祖と称した。50歳頃、高田藩士・酒井良祐（直心影流）との試合に敗れた。1824年（文政7年）剃髪して雲嶺と号した。1830年（文政10年）、上野国佐野の山崎観純と郷学「講武堂」を設け、水戸、高崎、伊勢崎にも道場を開いた。

## 秋山要助が登場する作品

### 小説
- 幕末浪漫剣（鳥羽亮）
- 秘剣風哭 剣狼秋山要助（鳥羽亮）
- 武蔵野水滸伝（山田風太郎）
- 狼の眼（隆慶一郎）※短編